# 原みつるとエリートメン
原みつるとエリートメン（はらみつるとエリートメン、英語: Mitsuru Hara & The Elite Men）は、かつて存在した日本のコーラスグループ、ボサノヴァのバンドである。

## 略歴・概要
1970年（昭和45年）6月、高尾一利作詞、大平秀夫作曲、池田孝編曲のシングル『ここは東京六本木』で、日本コロムビア（現在のコロムビアミュージックエンタテインメント）からレコードデビューした。
リーダーの原みつるは、1968年（昭和43年）、テイチクレコード（現在のテイチクエンタテインメント）がリリースした木立じゅんの『484のブルース』を作詞・作曲した平田満であり、本グループの解散後、翌1971年（昭和46年）7月に、原みつるとシャネル・ファイブとしてキングレコードから再デビュー、1976年（昭和51年）には平田満として同じくキングレコードからソロデビューすることになる。他のメンバーは、大平次郎、榊原三郎、小出四郎とナンバー制の芸名をもっていた。大平は、デビューシングル『ここは東京六本木』の作曲、B面『酔わせて』の作詞・作曲を行なった大平秀夫であり、大平はのちに小出（小出誠）とともに、ラテン音楽デュオ「ドス・アセス」を結成した。榊原に関しては不明である。
アルバム、他のシングルのリリースに関しては不明、2010年9月現在、CD等デジタル化された音源はリリースされていない。

## メンバー
担当パートはデビューシングルのジャケット上での記述である。
- 原みつる （平田満） - リード・ギター
- 大平次郎 （大平秀夫） - リード・ヴォーカル
- 榊原三郎 - エレクトーン
- 小出四郎 （小出誠） - ドラムス

## ディスコグラフィー

### シングル
- 『ここは東京六本木』 : 1970年6月発売、日本コロムビア LL-10140 -J
  1. 『ここは東京六本木』 : 作詞高尾一利、作曲大平秀夫、編曲池田孝
  2. 『酔わせて』 : 作詞・作曲大平秀夫、編曲池田孝

## 関連事項
- 平田満 (歌手)
- 原みつるとシャネル・ファイブ

## 註
1. ↑  シングル『ここは東京六本木』、原みつるとエリートメン、日本コロムビア、1970年6月、ジャケット表面の記述。
2. 1 2 3  シングル『ここは東京六本木』、ジャケット裏面の記述。
3. ↑  1970年、ミュージック・ヒーローズ、山野楽器、2010年9月1日閲覧。
4. ↑  作品データベース検索 検索結果、一般社団法人日本音楽著作権協会 JASRAC、2010年9月1日閲覧。
5. ↑  1971年、ミュージック・ヒーローズ、山野楽器、2010年9月1日閲覧。
6. ↑  大平秀夫 ドス・アセス ラテンの夕べ、小杉放菴記念日光美術館、2010年9月1日閲覧。